# Forest Grove, Oregon
Forest Grove este un oraș din comitatul Washington, statul  Oregon,  Statele Unite ale Americii, situat la 40 de km (25 mile) vest de Portland.
Inițial un oraș mic de fermieri, a ajuns un oraș de navetiști pentru orașul Portland. A fost primul oraș fondat în comitatul Washington. Populația a fost de 17.708 locuitori la recensământul din 2000, iar la estimarea din 2007 crescuse la 20.775 de locuitori. 

## Orașe înfrățit
Forest Grove este înfrățit cu un singur oraș localizat în Japonia:
- Nyuzen, Japonia